# 푹득
푹득(베트남어: Phúc Đức / 福德 복덕, 1596년 ~ 1597년 3월)은 베트남 후 레 왕조 때 봉기를 일으킨 응우옌드엉민(베트남어: Nguyễn Đương Minh / 阮當明 완당명)이 사용한 연호이다.

## 개원 기록
- 《대월사기전서》(大越史記全書) 권17 본기속편2[1]

## 연대 대조표
| 푹득 | 서기 (西紀) | 간지 (干支) | 후 레 왕조 연호 | 막 왕조 연호     | 명나라 연호     |
| 원년 | 1596년      | 병신 (丙申) | 꽝흥(光興) 19년 | 끼엔통(乾統) 4년 | 만력(萬曆) 24년 |
| 2년  | 1597년      | 정유 (丁酉) | 꽝흥 20년       | 끼엔통 5년       | 만력 25년       |